# Les Sims 4 : Heure de gloire
Les Sims 4 : Heure de gloire (en anglais : The Sims 4: Get Famous) est le sixième pack d'extension pour Les Sims 4, annoncé le 9 octobre 2018, il est sorti le 16 novembre 2018 dans le monde entier. Son thème est similaire à celui des Sims: Superstar et reprend de nombreux éléments des Sims 3 : Accès VIP et des Sims 3: Showtime.

## Nouveautés
- Nouveau système de célébrité et de popularité
- Nouvelle carrière active : Acteur
- Nouvelles carrières : Chanteur, Influenceur
- Nouveau monde : Del Sol Valley[2]
- Nouveaux quartiers : Mirage Park, The Pinnacles, Starlight Boulevard
- Nouveau trait de caractère : Narcissique
- Nouvelle aspiration : Grand acteur[3]
- Nouvelles compétences : Jeu d'acteur, Production de médias[4]
- Capacité de gagner en notoriété avec de nouvelles actions et d'autres qui étaient déjà présente en jeu
- Ajouts de drones
- Capacité de faire des vidéos et y gagner de l'argent

## Accueil
- Les Sims 4 : Heure de gloire a reçu une note de 77 sur 100 sur Metacritic, basée sur 9 avis[5].
- GamesRadar : 4/5[6]